# NGC 3761
NGC 3761 este o galaxie seyfert de tip 2⁠(d) situată în constelația Leul. A fost descoperită în 11 aprilie 1882 de către Édouard Stephan⁠(d). Se află la o distanță de 102,96 megaparseci de Pământ.